# Victoria Duval
Victoria Duval (* 30. November 1995 in Miami) ist eine US-amerikanische Tennisspielerin.

## Leben
Duval hat haitianischen Vorfahren. Nach ihrer Geburt kehrte ihre Familie nach Haiti zurück, wo sie mit sieben Jahren Opfer einer Geiselhaft wurde. Mit acht Jahren kehrte die Familie in die USA zurück. Ihr Vater wurde bei dem Erdbeben in Haiti im Jahr 2010 verschüttet.

## Karriere
Während der Qualifikation der Wimbledon Championships 2014 wurde Duval mitgeteilt, dass sie am Hodgkin-Lymphom erkrankt sei. Sie setzte die Qualifikation fort und kam im Hauptfeld bis in die zweite Runde; anschließend begab sie sich in Behandlung. Am 21. September 2014 verkündete sie über Twitter. dass sie nun krebsfrei sei.
Bei ITF-Turnieren hat sie bislang einen Einzel- und zwei Doppeltitel gewonnen. Sie gewann im August 2012 auch die U18-Mädchenmeisterschaft der USTA und bekam eine Wildcard für US Open. In der ersten Runde unterlag sie dort Kim Clijsters.
Duvals größter Erfolg auf der WTA Tour war das Erreichen der zweiten Runde bei den Sony Open Tennis im Jahr 2013. Bei den US Open überstand sie 2013 erstmals die Qualifikation bei einem Grand-Slam-Turnier; nach einem Sieg über die an Nummer 11 gesetzte Samantha Stosur unterlag sie in Runde zwei Daniela Hantuchová.

## Turniersiege

### Einzel
| Nr. | Datum            | Turnier | Kategorie   | Belag             | Finalgegnerin | Ergebnis     |
| --- | ---------------- | ------- | ----------- | ----------------- | ------------- | ------------ |
| 1.  | 3. November 2013 | Toronto | ITF $50.000 | Hartplatz (Halle) | Tímea Babos   | 7:5, Aufgabe |

### Doppel
| Nr. | Datum              | Turnier | Kategorie   | Belag             | Partnerin         | Finalgegnerinnen                   | Ergebnis          |
| --- | ------------------ | ------- | ----------- | ----------------- | ----------------- | ---------------------------------- | ----------------- |
| 1.  | 1. November 2013   | Toronto | ITF $50.000 | Hartplatz (Halle) | Françoise Abanda  | Melanie Oudin Jessica Pegula       | 7:65, 2:6, [11:9] |
| 2.  | 22. September 2017 | Lubbock | ITF $25.000 | Hartplatz         | Alissa Kleibanowa | Karman Kaur Thandi Ana Veselinović | 2:6, 6:4, [10:8]  |